# Me and Dad

## Trama
Un giocatore professionista di baseball tenta da solo, di allevare il suo giovane figlio.

## Uscite internazionali
- Uscita negli  USA: 7 ottobre 1999
- Uscita in  Germania: 9 febbraio 2001